# Tur-Piaski
Tur-Piaski – wieś w Polsce położona w województwie świętokrzyskim, w powiecie pińczowskim, w gminie Michałów.
| SIMC    | Nazwa    | Rodzaj    |
| ------- | -------- | --------- |
| 0250837 | Podedwór | część wsi |

W latach 1975–1998 miejscowość administracyjnie należała do województwa kieleckiego.